# 萨特玛站
萨特玛站，位于中华人民共和国新疆维吾尔自治区阿克苏地区阿克苏市，是南疆铁路和阿阿铁路的接轨会让站。

## 概况
萨特玛站是南疆线上的会让站，也是阿克苏至阿拉尔线的接轨站。车站中心里程K1022+350，站房位于线路左侧，车站到发线4条，有效长850m，预留疏解条件。
2017年9月6日，萨特玛站作为南疆线阿喀段增开会让站应急工程的重要节点工期开通。2021年5月10日，萨特玛站开始改建。